# Cochran (Georgia)
Cochran – miasto w Stanach Zjednoczonych, w środkowej części stanu Georgia, na skrzyżowaniu dróg stanowych nr 23 oraz nr 129.  Jest siedzibą władz Hrabstwa Bleckley.

## Demografia
W 2010 roku liczyło 5150 mieszkańców, a liczba ludności wzrastała – od 2000 roku (4440 osób) o 16%. W ciągu następnych 13 lat ich liczba zmniejszyła się do 4749 osób (2023), co oznacza spadek zaludnienia Cochran o prawie 7,8%.

## Historia
Nazwa pochodzi od nazwiska założyciela miasta sędziego Arthur E. Cochran'a, który jako dyrektor kolei Macon – Brunswick ustanowił w tym miejscu stację kolejową. Początkowo miasto nazywało się Dykesboro od nazwiska osadnika B. B. Dykesa, na którego ziemiach zostało założone. Pierwsi osadnicy zajmowali się, w okolicznych lasach, wytwarzaniem terpentyny.